# Parochthiphila aethiopica
Parochthiphila aethiopica är en tvåvingeart som beskrevs av Willi Hennig 1938. Parochthiphila aethiopica ingår i släktet Parochthiphila och familjen markflugor. Inga underarter finns listade i Catalogue of Life.